# Лебедевский (Марий Эл)
Лебедевский — посёлок в Медведевском районе Марий Эл Российской Федерации. Входит в состав Шойбулакского сельского поселения.
Численность населения — 10 человек (2014 год).

## География
Располагается в 10 км от административного центра сельского поселения — села Шойбулак, в 1 км от села Мари-Ушем. Вблизи посёлка протекает река Ошла.
Вблизи посёлка располагается скотомогильник, затапливаемый каждой весной водами Ошлы и Малой Кокшаги.

## История
В 1930 года посёлок назывался выселком Лебедевским, входящим в состав Малошаплакского района Йошкар-Олинского кантона. В 1970 году посёлок вошёл в состав совхоза «Шойбулакский».

## Население
| 2010 | 2011 | 2012 | 2013 | 2014 |
| ---- | ---- | ---- | ---- | ---- |
| 5    | ↗13  | →13  | ↘12  | ↘10  |

Национальный состав на 1 января 2014 г.:
| Национальность | Численность, чел. | Доля    |
| -------------- | ----------------- | ------- |
| всего          | 10                | 100,0 % |
| Марийцы        | 8                 | 80 %    |
| Русские        | 1                 | 10 %    |
| другие         | 1                 | 10 %    |

## Описание
Улично-дорожная сеть посёлка имеет грунтовое покрытие. Просёлочная дорога, ведущая к посёлку от села Мари-Ушем также имеет грунтовое покрытие.
Жители проживают в индивидуальных домах, не имеющих централизованного водоснабжения и водоотведения. Дома не газифицированы.